# Craterostigmomorpha
Los craterostigmomorfos (Craterostigmomorpha) son un orden de quilópodos de la subclase Pleurostigmophora. Son un grupo muy pequeño, con solo una familia (Craterostigmidae) y dos especies en un solo género, Craterostigmus tasmanianus y Craterostigmus crabilli. Se encuentran solo en Tasmania y Nueva Zelanda.

## Historia
Durante largo tiempo se creyó que existía una única especie, que se distribuía en las dos zonas, los individuos colectados no poseían diferencias morfológicas, por lo que su distinción parecía imposible. Pero un estudio filogenético por parte de Edgecombe y Giribet, demostró que la especie que se encuentra en Nueva Zelanda (Craterostigmus crabilli), mostraba diferencias genéticas y de tamaño con la ya conocida de Tasmania (Craterostigmus tasmanianus).

## Morfología
Los individuos poseen 15 pares de patas, pero a simple vista se aprecian 21 tergitos más una estructura terminal. Esto debido a que los tergitos 3, 5, 7, 8, 10, y 12 se encuentran subdivididos. La cabeza es más larga que ancha y las forcípulas venenosas son fácilmente visibles desde el dorso. La estructura terminal es extraña, y se desconoce su función, consiste en dos válvas que se encuentran dorsalmente fusionadas, pero que se encuentran longitudinalmente en el vientre.